# 阿尔夸波莱西内
阿尔夸波莱西内（義大利語：Arquà Polesine），是意大利威尼托大区罗维戈省的一个市镇。总面积20.02平方公里，人口2897人，人口密度144.7人/平方公里（2009年）。ISTAT代码为029003。